# Tomosvaryella ornatitarsalis
Tomosvaryella ornatitarsalis är en tvåvingeart som beskrevs av Hardy 1954. Tomosvaryella ornatitarsalis ingår i släktet Tomosvaryella och familjen ögonflugor. Inga underarter finns listade i Catalogue of Life.